# Rhyacophila harmstoni
Rhyacophila harmstoni là một loài Trichoptera trong họ Rhyacophilidae. Chúng phân bố ở miền Tân bắc.